# Жаре
Жаре́ (на португалски: Jarê) е афро-бразилска религиозна практика разпространена в региона Шапада Диамантина (Баия, Бразилия).
Това е разклонение на религията candomblé. В жарето се сливат елементи на култове от народите Bantu и Nagô с такива от католицизма.

## Етимология
Вероятно терминът жаре произход от езика йоруба, и означава „почти паднал на земята“.

## Характеристики
Религиозната практика се развита главно от поробени и освободени от робство хора – от градовете Кашоейра и Сао Феликс щата Баия. Тя се пренесена в района на Шапада Диамантина в резултат на диамантената миньорска дейност концентрирана в градовете Ленсоис и Андараи между вековете XVIII и XIX. Там започва култът към т. нар. Jaré de nago, в който са били почитани африканските божества ориша. Поради съжителството с потомци на коренното население, населявало региона, малко по малко определени създания от коренната култура се включват в жарето, оформяйки сегашния му облик. Тази религиозна практика се характеризира от синкретизма на различни културни елементи, включително елементи от африканските култове, католицизма и кардецисткия спиритизъм.

## Жарето в бразилската литература
Препратки към жарето се намират в романа „Торто арадо" (Torto Arado) на Итамар Виейра Жуниор. Зека Голямата капела, баща на главните героини, е жрец на жаре за своята общност и „лекува болести по тялото и духа с молитви и корени“.